# Nazismo e raça
O nazismo desenvolveu várias teorias a respeito de raças. Afirmavam que poderiam estipular cientificamente uma hierarquia estrita entre "raças humanas"; no topo, estava a "raça nórdica", e em seguida, as "raças inferiores". Na parte inferior dessa hierarquia estavam as raças "parasíticas", ou Untermenschen ("subumanos"), os quais eram percebidos como perigosos para a sociedade. Os mais baixos de todos na política racial da Alemanha Nazista eram os eslavos, ciganos e judeus. Ciganos e judeus eram eventualmente considerados Lebensunwertes Leben ("vida indigna de viver"). Os judeus, e posteriormente os ciganos, tornaram-se cidadãos de segunda-classe, expulsos da Alemanha Nazista antes de serem confinados em campos de concentração e depois exterminados durante o Holocausto (ver a descrição de Raul Hilberg das várias fases do Holocausto). Richard Walther Darré, Ministro da Alimentação e Agricultura do Reich entre 1933 a 1942, popularizou a expressão Blut und Boden ("Sangue e Solo"), uma das muitas expressões do glossário da ideologia nazista usadas para reforçar o racismo popular entre a população alemã.

## Ideologia nazista
A ideologia nazista dizia que por ser a nação a expressão da raça, a grandeza da raça poderia ser avaliada de acordo com a capacidade e desejo de uma "raça" em obter uma grande terra natal. As realizações germânicas na ciência, tecnologia, filosofia e cultura eram interpretadas como evidências científicas para apoiar a ideologia racista nazi. A "pureza racial" era vista como carecendo de proteção, enquanto clínicas Lebensborn tentavam gerar uma "raça ariana mais pura", inclusive através da tomada à força de crianças norueguesas das mães e levando-as para serem criadas no Terceiro Reich. A própria arte era considerada capaz de gerar "degeneração racial" e rotulada como "arte degenerada" (Entartete Kunst), acusada de ser não-germânica ou "judeu-bolchevique".
Este conjunto de alegações desenvolveu-se a partir de um movimento maior de racismo científico, desenvolvido conjuntamente com teorias de darwinismo social e evolucionismo uniliear, que colocavam a cultura européia na liderança mundial. O racismo científico era ensinado nas maiores universidades da Europa e dos Estados Unidos através da década de 1930. O nazismo combinou isso com teorias pangermânicas e antissemitas, as quais inspiraram as políticas raciais do Terceiro Reich, em particular as Leis de Nuremberg de 1935. Além disso, desenvolveu reivindicações pelos Heimatvertriebene ("alemães banidos"), isto é, membros do povo alemão residentes fora do Reich.
Tais teorias do racismo científico também foram mescladas por algumas correntes nazistas com a Ariosofia, parte do misticismo nazi o qual criou um mito em torno da assim chamada raça ariana. As relações entre o misticismo nazista e teorias racistas pseudo-científicas foram continuadas no pós-guerra por alguns teóricos do movimento esotérico hitlerista. Assim, Alfred Rosenberg, um dos principais teóricos raciais dos nazistas, imaginou uma "religião de sangue" a qual transformaria o cristianismo num "cristianismo positivo", o qual via no Cristo um membro da assim chamada "raça nórdica" a qual o povo alemão pretensamente pertencia. Estas idéias a respeito de uma "religião racial" foram popularizadas no jornal Der Stürmer, encabeçado por Julius Streicher, e no semanário do NSDAP, o Völkischer Beobachter, editado por Rosenberg.

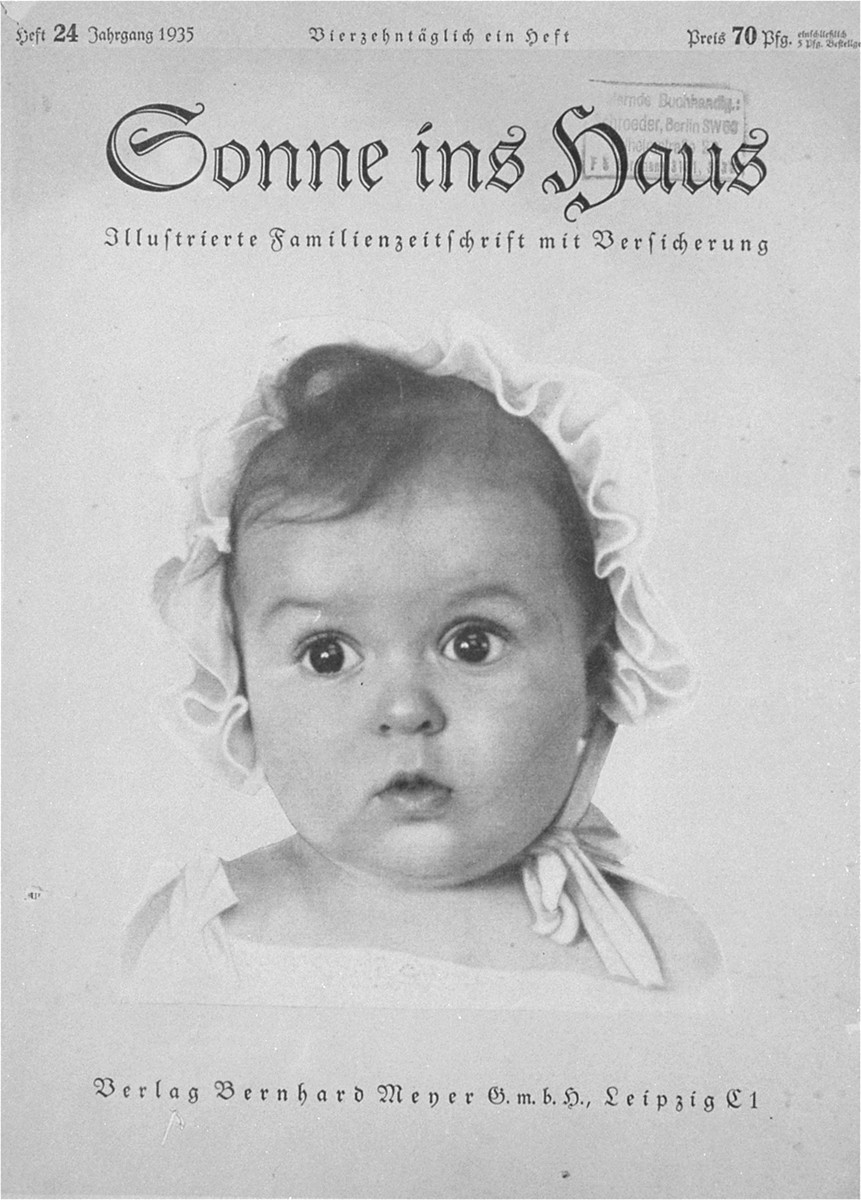
Joseph Goebbels selecionou pessoalmente Hessy Levinsons Taft, uma jovem bebê judia, para representar o "bebê ariano ideal" em uma propaganda nazista. Goebbels não sabia sobre a ancestralidade da criança. (ca. 1935)

Filósofos e outros teóricos também participaram da elaboração da ideologia nazista. O relacionamento entre Heidegger e o nazismo permanece um tema controverso na história da filosofia até os dias de hoje. De acordo com o filósofo Emmanuel Faye, Heidegger diz de Spinoza que este era "ein Fremdkörper in der Philosophie", um "corpo estranho na filosofia" — Faye observa que Fremdkörper era um termo pertencente ao glossário nazista, e não ao alemão clássico. O jurista Carl Schmitt elaborou uma filosofia do direito louvando o Führerprinzip e o povo alemão, enquanto Alfred Baeumler instrumentalizou o pensamento de Nietzsche, em particular seu conceito de "Vontade de poder", numa tentativa de justificar o nazismo.
Quatro livros pertencentes à ideologia do racismo científico, os quais reivindicavam que diferenças raciais percebidas eram hierárquicas e centrais para a ordem social, tiveram uma influência preponderante sobre a trajectória das teorias raciais nazis:
- Essai sur l'inégalité des races humaines (Ensaio sobre a desigualdade das raças humanas) do Conde Arthur de Gobineau (1853);
- Hereditary Genius: An Inquiry into Its Laws and Consequences de Francis Galton (1870);
- The Passing of the Great Race de Madison Grant (1916/1924);
- The Rising Tide of Color Against White World Supremacy de Lothrop Stoddard (1920).

Eugenistas estadunidenses trocaram ideias com seus congêneres na Alemanha Nazista.

## Propaganda e implementação das teorias raciais

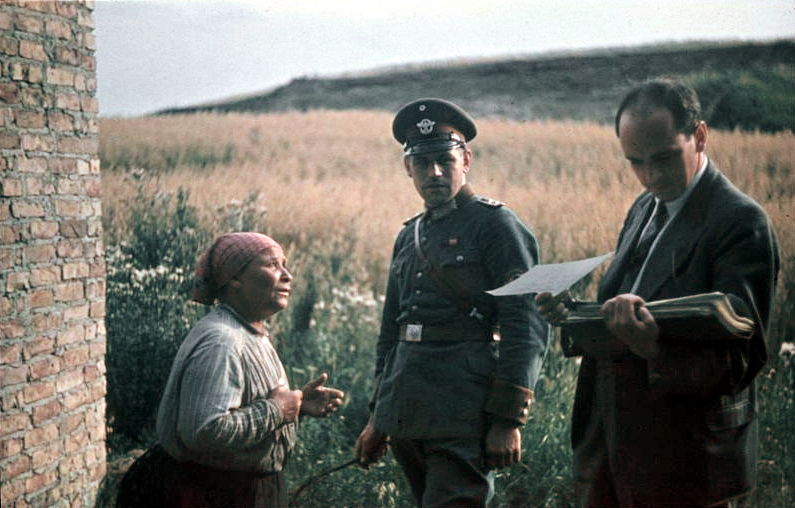
Uma mulher cigana com um oficial alemão e o psicólogo nazista Dr. Robert Ritter.

Os nazistas desenvolveram um elaborado sistema de propaganda para difundir estas teorias em seu regime, as quais levaram vários teóricos a qualificá-lo como um estado totalitário. Assim, a arquitetura nazista foi usada para criar a "nova ordem" e aprimorar a raça ariana. O desporto também foi instrumentalizado pelos nazis, como no fascismo italiano, para "regenerar a raça". A Juventude Hitlerista, fundada em 1922, possuía a motivação básica de treinar os futuros "super-homens arianos" e futuros soldados que lutariam fielmente pelo Terceiro Reich. Da mesma forma, o cinema foi utilizado como propaganda para teorias racistas, sob a direção do Propagandaministerium de Joseph Goebbels. O Museu da Higiene em Dresden, difundiu tais teorias. Um poster do museu, datado de 1934, mostrava um homem com características nitidamente africanas, onde se lia "se este homem houvesse sido esterilizado… 12 enfermos hereditários não teriam nascido" (sic). De acordo com o presente diretor, Klaus Voegel, "o Museu da Higiene não era uma instituição criminosa, no sentido de que as pessoas eram mortas aqui", mas "ajudava a moldar a ideia de quais vidas eram dignas ou indignas."
Estas teorias foram implementadas muito cedo, particularmente pelas Leis de Nuremberg, de 1935, e pela "Lei para Prevenção de Descendência Hereditariamente Enferma" de julho de 1933. O programa de eutanásia Aktion T4, do qual participavam organizações de jovens Kraft durch Freude (KdF, literalmente "Fortes Pela Alegria"), visava pessoas acusadas de representar perigo de "degeneração" ao "Deutsche Volk."